# Anna Goodale
Anna Goodale (* 18. März 1983 in Montville, Maine) ist eine ehemalige US-amerikanische Ruderin, sie ist Olympiasiegerin und vierfache Weltmeisterin. 
Goodale begann 2001 an der Syracuse University mit dem Rudersport. Bis zu ihrem Abschluss 2005 ruderte sie für das Team ihrer Universität. Danach ruderte sie mit der Nationalmannschaft in Princeton.
Bei ihrer ersten großen internationalen Meisterschaftsteilnahme wurde sie 2005 in Gifu Weltmeisterschaftsvierte mit dem amerikanischen Achter. 2006 begann sie die Weltcupsaison zusammen mit Lindsay Shoop im Zweier ohne Steuerfrau, wechselte dann aber in den Achter, bei den Weltmeisterschaften in Eton gewann sie mit dem Achter die Goldmedaille. 2007 verlief ähnlich: beim ersten Weltcup war sie zusammen mit Shoop Siebte im ungesteuerten Zweier, beim Weltcupfinale in Luzern und bei den Weltmeisterschaften in München siegte sie mit dem Achter. 2008 trat Goodale bei der ersten Weltcupregatta mit Susan Francia im Zweier ohne Steuerfrau an, bei der Weltcupregatta in Luzern sowie bei den Olympischen Spielen 2008 in Peking ruderte sie wieder im siegreichen US-Achter. Bei den Weltmeisterschaften 2009 und 2010 gewann Goodale zwei weitere Titel mit dem Achter, dann beendete sie ihre Karriere.
Nach ihrer Aktivenlaufbahn war sie als Trainerin tätig. 2015 wurde sie in die Maine Sports Hall of Fame aufgenommen.